# Realize
Realize is een nummer van de Amerikaanse zangeres Colbie Caillat uit 2008. Het is de derde single van haar debuutalbum Coco.
"Realise" is een akoestisch folk-popnummer, vergelijkbaar met "Bubbly", waarin Caillat haar gevoelens voor haar beste vriend bezingt. Het nummer werd een bescheiden hitje in Noord-Amerika en Nederland. In de Amerikaanse Billboard Hot 100 haalde het de 20e positie, en in de Nederlandse Top 40 kwam het een plekje hoger.